# Andrey Gugnin
Andrey Gugnin (Moscou (Rússia), 3 de maig, 1987), és un pianista rus que ha tingut èxit tant a Gran Bretanya com als Estats Units, gravant per als segells Hyperion i Steinway & Sons. Ha guanyat premis com a pianista solista i com a música de cambra.

## Enregistraments
- Scriabin Complete Mazurkas: Segell Hypérion, octubre de 2020: St Silas the Martyr, Kentish Town, Londres, Regne Unit.[3]
- Homenatge a Godowsky. Segell Hypérion.[3]
- Dedication to vera Gornostayeva: En directe des del Zaryadye Hall (Moscou)[3]
- Xostakóvitx 24 preludis Op. 34 -Piano Sonates Op. 12 & 61: Hyperion Records Recording details: September 2018.[3]
- Schubert / Enescu / Brahms: Gravació en directe al Gallagher Concert Hall de la Universitat de Waikato junt la violinista Ioana Cristina Goicea.[3]
- Liszt transcendental Estudis: Piano classics.[3]
- Zaseratsky 24 Preludis i Fugues: Segell Melodya.[3]
- Xostakóvitx: Piano Concerts nums. 1 i 2: amb l'Orquestra de Cambra de Moscou dirigida per Constantine Orbelian.[3]
- Rurh Festival 2015: En directe del festival.[3]
- IDUO: amb el pianista Vadym Kholodenko, interpretant; Rackmaninov, Ravel Debussy, etc.[3]
- Pictures: interpretant; Jacques Ibert, Modest Mussorgsky, i Arno Babadjanian.[3]